# Universiade d'été de 1967
Navigation
Édition précédente Édition suivante
La 5e édition de l'Universiade d'été, compétition internationale universitaire multi-sports, s'est déroulée du 4 août au 4 septembre 1967 à Tokyo, au Japon. 1 729 athlètes issus de 32 nations ont pris part aux différentes épreuves réparties dans 10 sports. Le discours d'ouverture est prononcé au Stade olympique de Tokyo par L'Empereur Akihito. Cette édition marquait la première fois que la Barbade participait à l'Universiade d'été après avoir fait partie des Antilles britanniques en 1959 et 1961. Cette édition marquait la première fois que la Zambie participait à l'Universiade d'été après avoir fait partie de la Rhodésie en 1959, 1961, 1963 et 1965. Cette édition a également marqué la première fois que la Rhodésie n'était pas présente à l'Universiade d'été en raison de races. Cette édition marquait la première fois que la Syrie était présente à l'Universiade d'été après avoir fait partie de la République arabe unie en 1959, 1961, 1963 et 1965.

## Disciplines
- Athlétisme
- Basket-ball
- Escrime
- Gymnastique artistique
- Judo
- Natation
- Natation synchronisée
- Tennis
- Volley-ball
- Water-polo

## Tableau des médailles
| Rang | Pays                 | Médaille d'or | Médaille d'argent | Médaille de bronze | Total |
| 1    | États-Unis           | 32            | 23                | 6                  | 61    |
| 2    | Japon                | 21            | 17                | 16                 | 54    |
| 3    | Allemagne de l'Ouest | 8             | 9                 | 5                  | 22    |
| 4    | Royaume-Uni          | 4             | 11                | 9                  | 24    |
| 5    | France               | 4             | 5                 | 13                 | 22    |
| 6    | Italie               | 4             | 5                 | 9                  | 18    |
| 7    | Australie            | 2             | 1                 | 3                  | 6     |
| 8    | Suède                | 2             | 1                 | 2                  | 5     |
| 9    | Suisse               | 2             | 0                 | 0                  | 2     |
| 10   | Corée du Sud         | 1             | 9                 | 1                  | 11    |
| 11   | Finlande             | 1             | 1                 | 3                  | 5     |
| 12   | Pays-Bas             | 1             | 1                 | 1                  | 3     |
| 13   | Autriche             | 1             | 0                 | 4                  | 5     |
| 14   | Côte d'Ivoire        | 1             | 0                 | 0                  | 1     |
| 14   | Espagne              | 1             | 0                 | 0                  | 1     |
| 14   | Yougoslavie          | 1             | 0                 | 0                  | 1     |
| 17   | Canada               | 0             | 2                 | 0                  | 2     |
| 18   | Mexique              | 0             | 1                 | 0                  | 1     |
| 19   | Brésil               | 0             | 0                 | 4                  | 4     |
| 20   | Belgique             | 0             | 0                 | 1                  | 1     |
| 20   | Indonésie            | 0             | 0                 | 1                  | 1     |
| 20   | Portugal             | 0             | 0                 | 1                  | 1     |